# Ata (prénom)
Pour les articles homonymes, voir Ata.
Cette page présente le prénom Ata ainsi que ses variantes.
Ata est un prénom masculin turc peu courant. Il signifie ancêtre en turc.
Le surnom du fondateur de la Turquie, Atatürk, est directement issu de ce prénom. Ata est un prénom souvent donné par les kémalistes à leurs enfants en signe de respect envers Atatürk.

## Personnalités portant ce prénom
- Pour l'ensemble des articles sur les personnes portant ce prénom, consulter :
  - la liste des articles dont le titre commence par ce prénom
  - les listes produites par Wikidata : Liste des personnes de prénom « Ata » — même liste en incluant les éventuels prénoms composés qui contiennent « Ata ».